# Apocephalus stillatus
Apocephalus stillatus är en tvåvingeart som beskrevs av Brown 1997. Apocephalus stillatus ingår i släktet Apocephalus och familjen puckelflugor. Inga underarter finns listade i Catalogue of Life.